# Mosquée Molla Ahmad

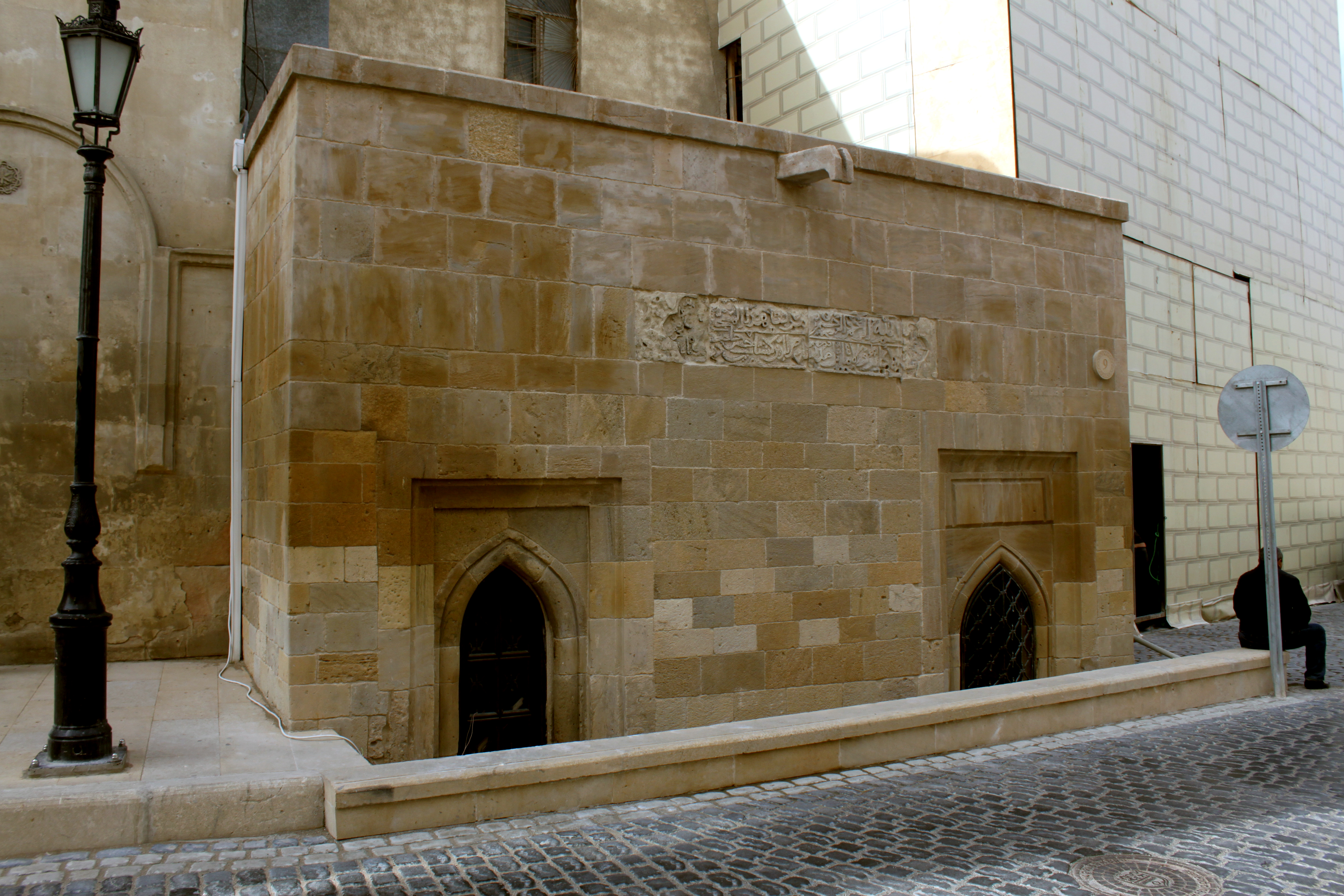

La mosquée Molla Ahmad (en azéri: Molla Əhməd məscidi) ou mosquée Nasir ad-Din Gachtasib (en azéri: Nəsir ad-Din Gəştasib məscidi) est une mosquée du XIVe siècle à Bakou, en Azerbaïdjan. Elle se trouve dans la vieille ville, rue Sabir.
Elle a été classée monument architectural national par décision du Cabinet des ministres de la République d'Azerbaïdjan en date du 2 août 2001.

## Histoire
La mosquée est du type mahallah[Quoi ?], que l'on rencontre dans la vieille ville. Elle a été commanditée par Nasraddin Guchtasi ibn Hasan Hajibaba et construite par le maître architecte Mahmud ibn Saad au début du xive siècle, auquel on doit également la forteresse de Nardaran (en) (1301) et la mosquée Bibi-Heybat. Le bâtiment a été appelé mosquée d'Ahmad par les akhunds (érudits musulmans) de la mosquée.

## Caractéristiques architecturales
La mosquée est quadrangulaire. Elle se compose d'une seule petite salle. Sur le mur sud se trouve le mihrab avec une voûte en cul de four, un dôme en pierre avec des couronnes sur les côtés. Sa façade asymétrique est terminée avec une entrée avec un profil précis et deux fenêtres, qui ont été ajoutées à une période ultérieure.
Le mur de la façade principale présente une inscription en arabe. Le texte organisé sur deux lignes indique la date de construction de la mosquée ainsi que les noms de son commanditaire et de son architecte. Celui-ci a joué un rôle actif dans la construction d'édifices et de structures militaires, religieux et commémoratifs. Dans ses œuvres, on remarque l'influence de la période Chirvanshah.

## Galerie

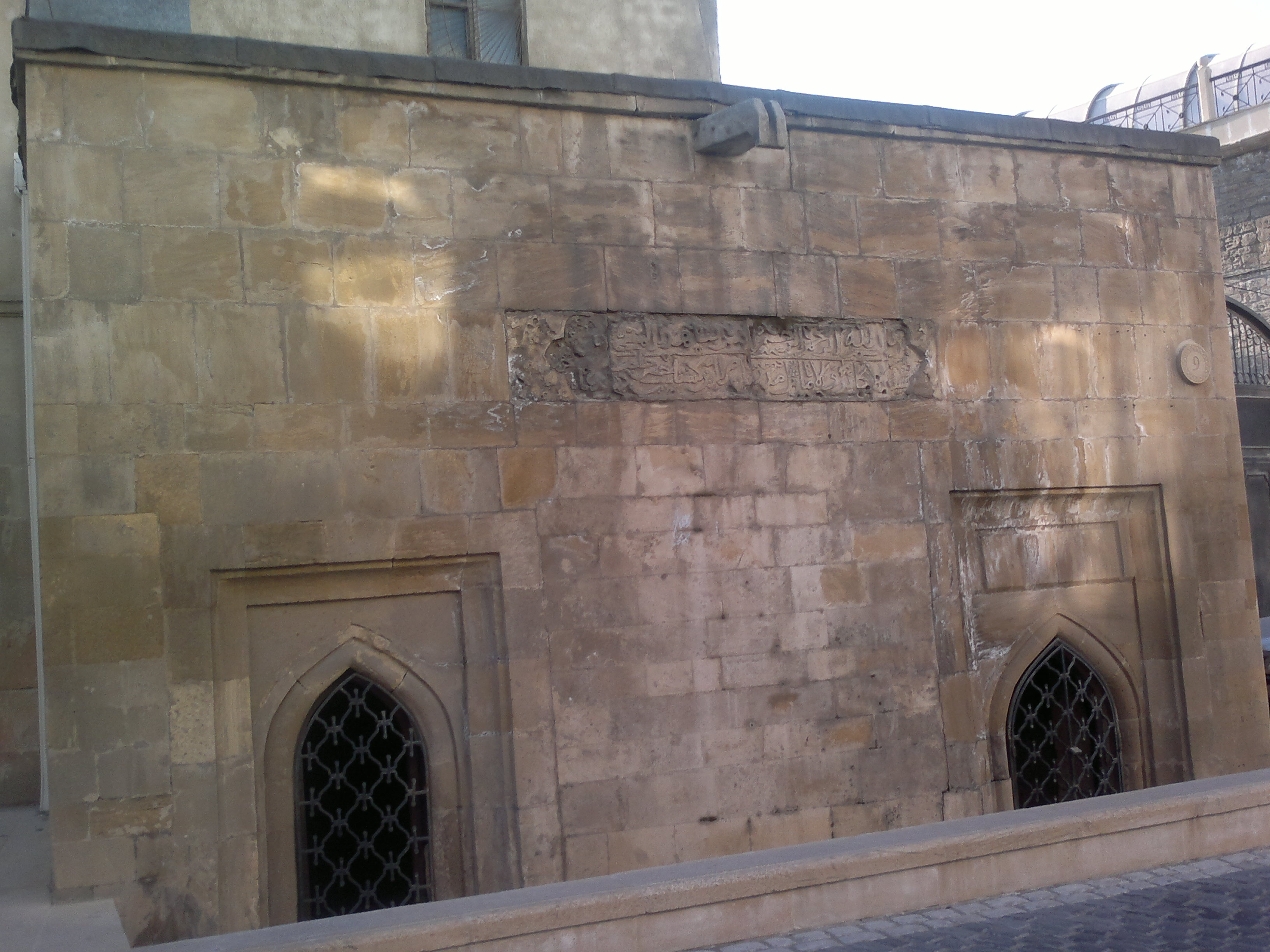
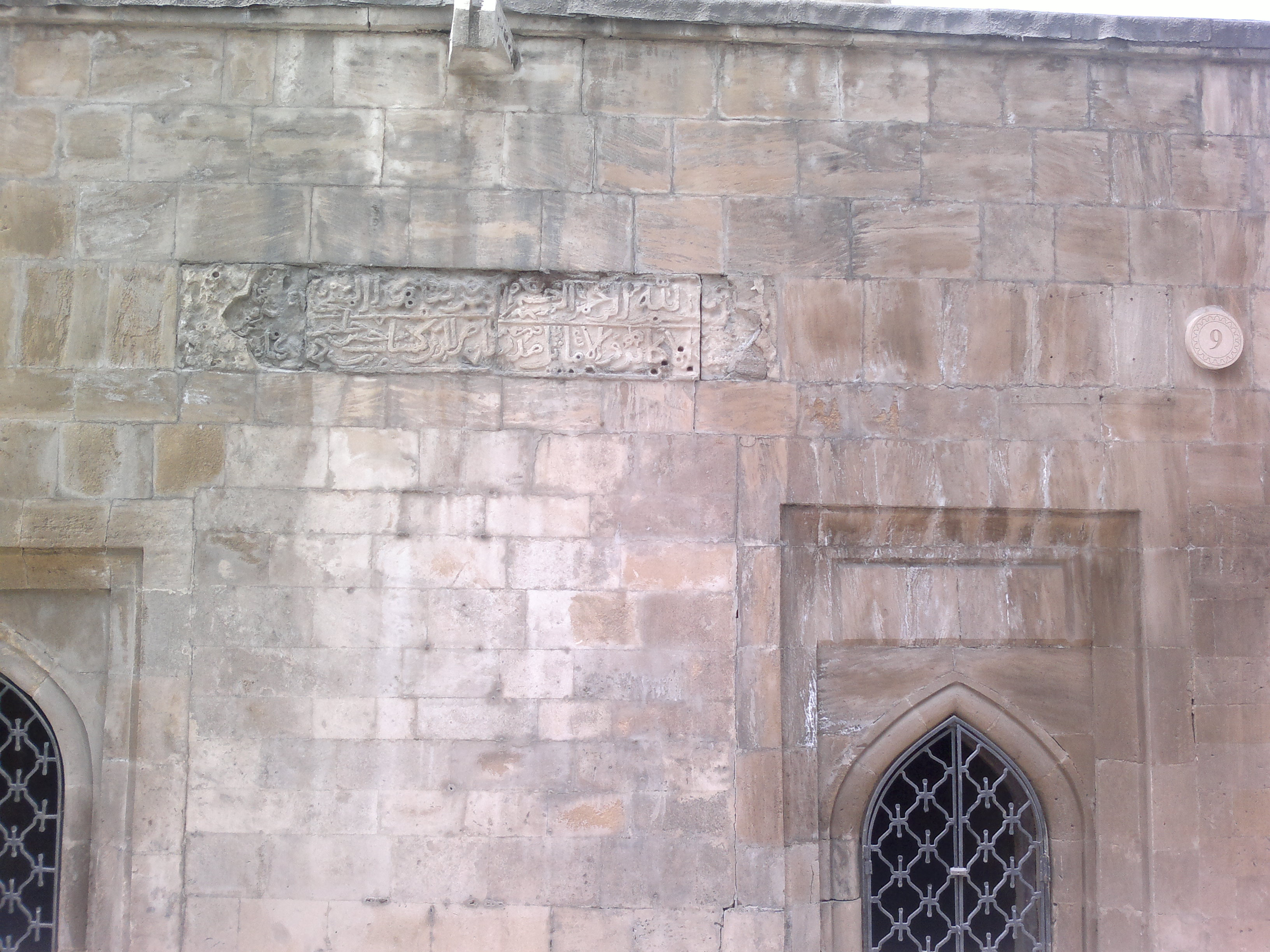
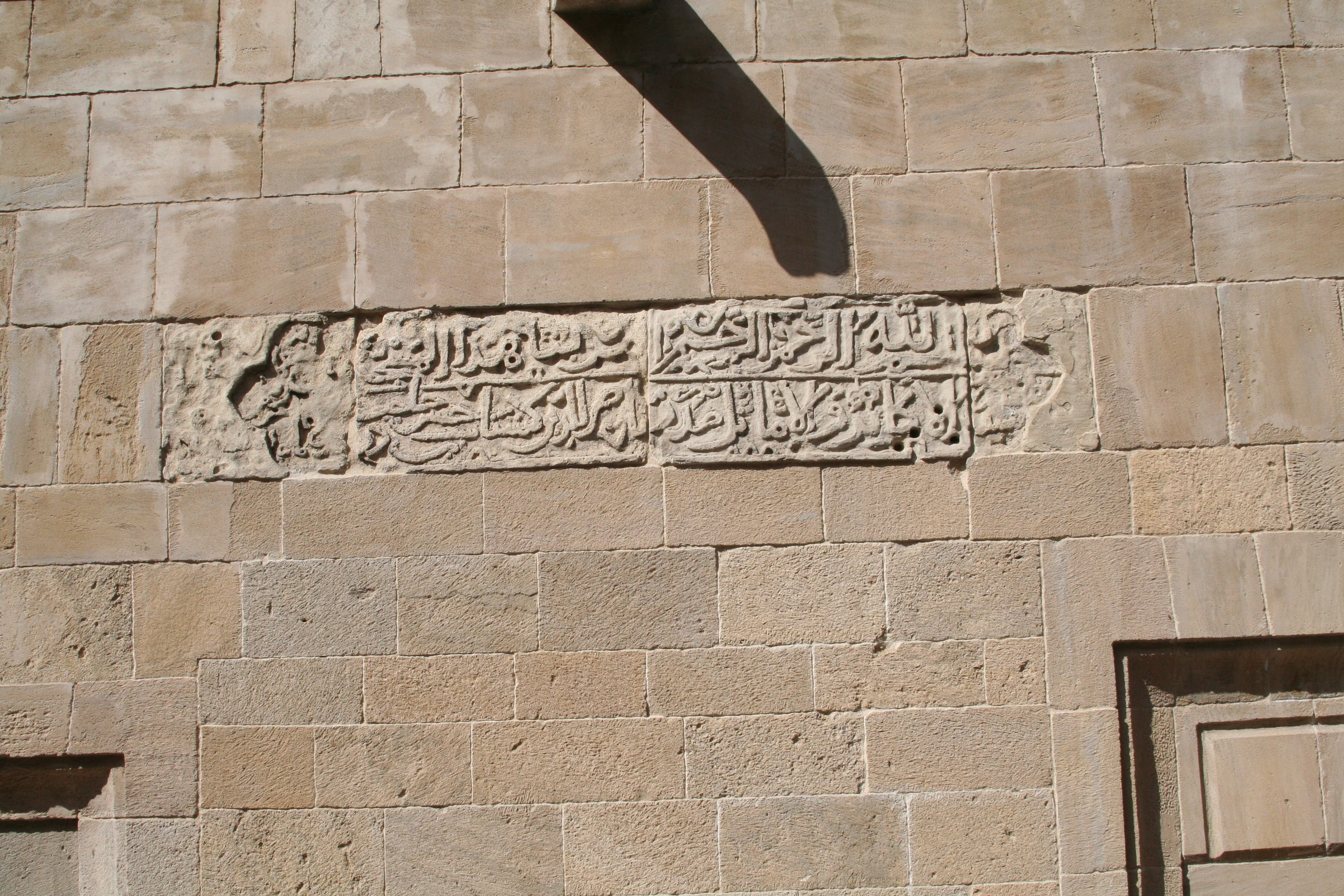